# Tadanori Koshino
Tadanori Koshino, född den 3 april 1966 i Shiranuka, Japan, är en japansk judoutövare.
Han tog OS-brons i herrarnas extra lättvikt i samband med de olympiska judotävlingarna 1992 i Barcelona.